# 1542
1542 (MDXLII) je bilo navadno leto, ki se je po julijanskem koledarju začelo na nedeljo.

## Dogodki
- Ustanovljena je Univerza v Zaragozi.

## Rojstva
- 24. junij - Janez od Križa, španski karmeličanski menih, mistik in cerkveni učitelj († 1591)
- 4. oktober - Sveti Robert Francis Romulus Bellarmine, italijanski jezuit, kardinal, teolog in cerkveni učitelj († 1621)

## Smrti
- Filotej iz Pskova, ruski otrodoksni hegumen (* 1465)